# Patrick Walden
Pour les articles homonymes, voir Walden.
 (août 2012).
Si vous disposez d'ouvrages ou d'articles de référence ou si vous connaissez des sites web de qualité traitant du thème abordé ici, merci de compléter l'article en donnant les références utiles à sa vérifiabilité et en les liant à la section « Notes et références ».
Patrick George Walden, né le 5 octobre 1978 et mort le 20 juin 2025, est un musicien britannique. Il est surtout connu pour avoir été le guitariste des Babyshambles, depuis la formation du groupe jusqu'en 2007.
Avant de rejoindre les Babyshambles, Walden est membre de divers groupes londoniens dont : Fluid, The Six Cold Thousand et The White Sport. Il joue de la guitare pour The White Sport avec un autre futur membre des Babyshambles, le batteur Adam Ficek. Walden travaille aussi comme guitariste de scène et  de session, jouant de la basse et de la guitare pour de nombreux artistes studio. Parmi ces projets, on peut citer Whitey, James Blunt, 500 and Crave, Ed Laliq, et, très brièvement, The Honeymoon.

## Carrière

### Babyshambles
Au début de l'été 2004, quand Pete Doherty se fait évincer de The Libertines à cause de ses problèmes de drogues, les Babyshambles sont amenés sur le devant de la scène avec Walden à la guitare. La composition du groupe subit de nombreux changements avant de se stabiliser à la fin de l'été 2004 avec Doherty au chant, Patrick Walden à la guitare, Gemma Clarke à la batterie et Drew McConnell à la basse. Walden coécrit certaines chansons des Babyshambles avec Pete Doherty. Une d'entre elles, The Man Who Came To Stay, sort en face B du single Killamangiro en novembre 2004. Les autres compositions Walden/Doherty incluent le single classé dans le top-10 des charts britanniques Fuck Forever et Loyalty Song, 352 Days, In Love With a Feeling, Up the Morning, Pipe Down, 32nd of December et 8 Dead Boys. Il a écrit six des seize chansons qui figurent dans Down in Albion, le premier album des Babyshambles.
Pendant les concerts des Babyshambles, il jouait habituellement sur une guitare Olympic White 1960 Fender Jazzmaster, avec un Jazzmaster 1985 et une Stratocaster américaine des années 90 comme fond musical. Citant souvent des guitaristes expérimentaux comme J Mascis, Thurston Moore et Jimi Hendrix en guise de premières influences, le style de jeu inhabituel de Walden fixe les Babyshambles à l'écart des autres groupes de la scène musicale est-londonienne. Le magazine de Marshall Marshall Law le place comme utilisateur d'une tête d'amplificateur JCM900 avec une caisse 1960A.
En décembre 2005, Walden quitte les Babyshambles. Le groupe continue de jouer sous le même nom, mais ne remplace pas Walden par un autre guitariste immédiatement. Le départ de Walden est officiellement annoncé dans le NME du 10 janvier 2006. Cependant, le 23 janvier 2006, Walden est apparu jouant de la guitare avec les Babyshambles pendant un concert à Junction, Cambridge. Il est revenu une fois de plus dans le groupe en février et a joué plusieurs concerts de cette tournée, mais n'a plus apparu avec eux en concert depuis.
Les raisons de Walden qui l'ont poussé à quitter le groupe portaient sur le fait de sa consommation massive de drogues. En avril 2006, les Babyshambles s'en vont en tournée sans lui car il est accusé d'agression envers sa petite amie; il est alors arrêté et enfermé pendant neuf jours dans la Pentonville prison. Toutes les accusations envers Walden étaient éventuellement rejetées. Il quitte Londres dans l'espoir de se faire désintoxiquer des drogues et Mick Whitnall devient le nouveau guitariste des Babyshambles. Walden était supposé jouer pour les Babyshambles pendant leur tournée Arena de novembre à décembre 2007. Le groupe dévoile une déclaration disant qu'il est parti à la dernière minute, même après avoir voyagé avec eux dans le bus de tournée. Walden déclarera plus tard qu'il n'est pas apparu sur scène à cause de problèmes de drogues, même si c'était censé être une tournée sans stupéfiants. En outre, Walden déclarera que son successeur, Mick Whitnall, ne voulait plus le voir avec le groupe.

### Post-Babyshambles
Une rumeur courait que Walden avait joué à The Cheltenham Jazz Festival (du 27 avril au 2 mai) comme invité spécial pour le groupe de Seb Rochford Fulborn Teversham, mais a annulé sa participation.
Un message a été posté sur le forum officiel de The Libertines qui déclarait le 8 mai 2007 qu'il s'est "désintoxiqué" de l'héroïne pour 6 mois, "même de la méthadone"', et le 30 juin, il est apparu sur scène pour la première fois à Londres depuis son départ des Babyshambles avec The Rebacas au Old Blue Last pour Vice Magazine.
Walden est apparu au Rock Against Racism 30th Anniversary Show au Hackney Empire le 19 juillet 2007. Il a joué des classiques des Babyshambles avec son vieux partenaire Drew McConnell. La set-list incluait The Man Who Came to Stay et 8 Dead Boys.
Le 3 août 2007, il a joué un petit concert à Hackney avec tous les membres originels des Babyshambles (plus Mick Whitnall) pour l'anniversaire de leur ami Peter Wolfe.
Le 6 novembre 2009, Pat a joué quelques chansons des Babyshambles incluant Pipe Down et Black Boy Lane au Halo à Battersea.

### Big Dave
Fin 2007, Walden a formé le groupe Big Dave avec le batteur Seb Rochford et Ruth Goller à la basse. Dans la première moitié de l'année 2008, le groupe a joué quelques concerts dans de petites salles. Walden avait annoncé qu'un premier EP serait enregistré en 2008.